# Bệnh Huntington

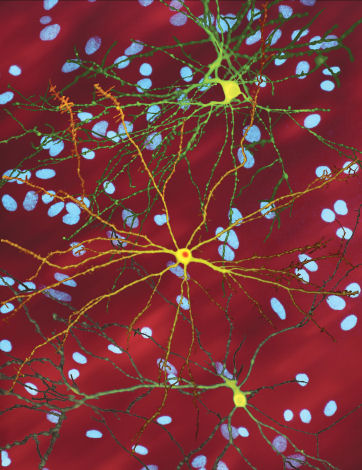
Mô não người bệnh Huntington dưới kính hiển vi.

Bệnh Huntington (hăn-tinh-tơn) là một rối loạn di truyền dẫn đến cái chết của các tế bào não. Đây là tên một bệnh dịch từ thuật ngữ tiếng Anh "Huntington's disease" viết tắt phổ biến trên Thế giới là HD, cũng còn gọi bằng từ thuần Việt là bệnh múa vờn hoặc đôi khi là bệnh múa giật. Bệnh này do bác sĩ người Mỹ là George Huntington (IPA: /ʤɔːʤ ˈhʌntɪŋtən/) phát hiện và mô tả đầy đủ đầu tiên, nên người ta lấy tên ông để vinh danh.
Các triệu chứng sớm nhất thường là  rối loạn thần kinh gây ra các cử động mất kiểm soát và mất khả năng nhận thức, rồi tiến triển từ từ, dẫn đến sự thiếu phối hợp trong cử động nói chung và một dáng đi không ổn định. Khi bệnh tiến triển, các cử động cơ thể không điều hòa, giật giật trở nên rõ ràng hơn. Khả năng thể chất dần xấu đi cho đến khi chuyển động phối hợp trở nên khó khăn và người bệnh không thể nói chuyện. Khả năng tâm thần nói chung suy giảm thành mất trí nhớ. Các triệu chứng cụ thể khác nhau đối với từng người. Các triệu chứng thường bắt đầu từ 30 đến 50 tuổi, nhưng có thể bắt đầu ở mọi lứa tuổi. Bệnh có thể phát triển sớm hơn trong cuộc sống ở mỗi thế hệ kế tiếp. Khoảng 8 phần trăm các trường hợp mắc bệnh trước tuổi 20 và thường xuất hiện với các triệu chứng tương tự như bệnh Parkinson. Những người bị bệnh này thường đánh giá thấp mức độ của các vấn đề của chính họ.
HD thường được di truyền, mặc dù có tới 10% trường hợp là do đột biến mới. Căn bệnh này được gây ra bởi một tính trạng trội đột biến ở một trong hai bản sao của một cá nhân của một gen được gọi là huntingtin. Điều này có nghĩa là một đứa con của một người bị ảnh hưởng thường có 50% cơ hội di truyền bệnh. Gen Huntingtin cung cấp thông tin di truyền cho một loại protein còn được gọi là "hunttin". Sự mở rộng của bộ ba CAG (cytosine - adenine - guanine) lặp lại trong gen mã hóa protein Huntingtin dẫn đến một protein bất thường, dần dần làm hỏng các tế bào trong não, thông qua các cơ chế chưa được tìm hiểu đầy đủ. Chẩn đoán là bằng xét nghiệm di truyền, có thể được thực hiện bất cứ lúc nào, bất kể có hay không có triệu chứng. Thực tế này làm dấy lên nhiều cuộc tranh luận về đạo đức: độ tuổi mà một cá nhân được coi là đủ trưởng thành để chọn thử nghiệm; cha mẹ có quyền cho con đi xét nghiệm hay không; và việc quản lý bảo mật và công bố kết quả kiểm tra.